# Vytautas Andriulaitis
Vytautas Andriulaitis (* 5. Februar 1956 in Jonava, Litauen) ist ein litauischer Fernschachspieler. Er ist Mitglied der litauischen Nationalmannschaft im Fernschach.

## Leben
Andriulaitis absolvierte das Diplomstudium der Wirtschaftswissenschaften an der Litauischen Akademie für Landwirtschaft in Kaunas. Danach arbeitete er viele Jahre als Agrarökonom. Seit Anfang der 1990er-Jahre ist Andriulaitis Portfoliomanager bei Lietuvos draudimas, der größten Versicherungsgesellschaft in Litauen.
Andriulaitis ist verheiratet und hat eine Tochter sowie drei Söhne.

## Erfolge
2002 gewann er ein Schachturnier zu Ehren von Reg Gillman mit 8 Punkten aus 13 Partien.
Die litauische Meisterschaft im Fernschach gewann er in ihrer XVIII. (1996–1998) und XIX. Ausgabe (1997–1999).
Er ist Revisor im litauischen Fernschachverband.
Im Fernschach erhielt er im Jahre 2000 den Titel Internationaler Meister (IM), 2001 zuerst den Titel Verdienter Internationaler Meister (SIM) und im selben Jahr den Großmeister-Titel. Seine höchste Elo-Zahl im Fernschach war 2608 in der ersten Jahreshälfte 2001.